# 461 aC
L'any 461 aC va ser un any del calendari romà prejulià. Durant la República Romana es coneixia com l'Any del consolat de Camerí i Amintí , o de vegades, any 293 Ab urbe condita o de la fundació de Roma. La denominació 461 aC per a aquest any s'ha emprat des de l'edat mitjana, quan el calendari Anno Domini va ser el mètode més usat a Europa per a anomenar els anys.

## Esdeveniments

### Grècia
- Atenes. Pèricles i Efialtes arriben a un acord i aconsegueixen el derrocament i posterior traspàs del poder de l'Areòpag, i van aconseguir treure'n de la direcció al partit conservador.[2]
- L'èxit de les reformes que Pèricles i Efialtes van establir van provocar l'ostracisme de Cimó, defensor del sistema oligàrquic.[3]
- Aliança d'Atenes i Mègara, que abandona la Lliga del Peloponnès per un conflicte amb Corint. Els atenesos van construir una muralla des de Mègara al port de Nisea, cosa que va provocar l'hostilitat dels corintis contra els atenesos.[4]

### Sicília
- Deposició deLeòfron, tirà de Règion, fill d'Anaxilau. El va enderrocar una revolta popular que va esclatar a Règion i Zancle aquell any.[5]
- Ducetius, rei dels sículs, a la mort del tirà Hieró I i l'expulsió de Trasibul, va dirigir als antics habitants de Catània i als sículs, que van expulsar els habitants d'aquella ciutat que Hieró havia fet venir des del Peloponnès, cap a la fortalesa d'Inessa, a la qual van donar el nom d'Etna.[6]

### República Romana
- Servi Sulpici Camerí Cornut i Publi Volumni Gal Amintí són elegits cònsols a Roma.[7] Els cònsols i els patricis es van oposar a la lex Terentilla que havia estat proposada per segona vegada pel tribú de la plebs Gai Terenci Arsa (Caius Terentius o Terentillus Arsa) i proposava d'establir un cos legislatiu de cinc membres per acordar les lleis que havien de regular l'exercici de l'imperium per part dels cònsols.[8]
- Aquell any i l'any següent (460 aC) els volscs i eques van assolar el territori de Túsculum.[9]

## Necrològiques
- Efialtes, dirigent del partit democràtic a Atenes (assassinat).[10]